# 환기미술관
환기미술관(煥基美術館)은 서울특별시 종로구 부암동에 위치한 미술관으로 화가 김환기 사망 후 환기재단법인(煥基財團法人)에 의해 김환기의 예술 세계를 정리, 소개하고자 1992년 설립되었다.

## 같이 보기
- 김환기